# Metasia grootbergensis
Metasia grootbergensis is een vlinder uit de familie van de grasmotten (Crambidae), uit de onderfamilie van de Spilomelinae. De wetenschappelijke naam van deze soort is voor het eerst voorgesteld door Wolfram Mey in een publicatie uit 2011.
De soort komt voor in Namibië.